# Backbreaker

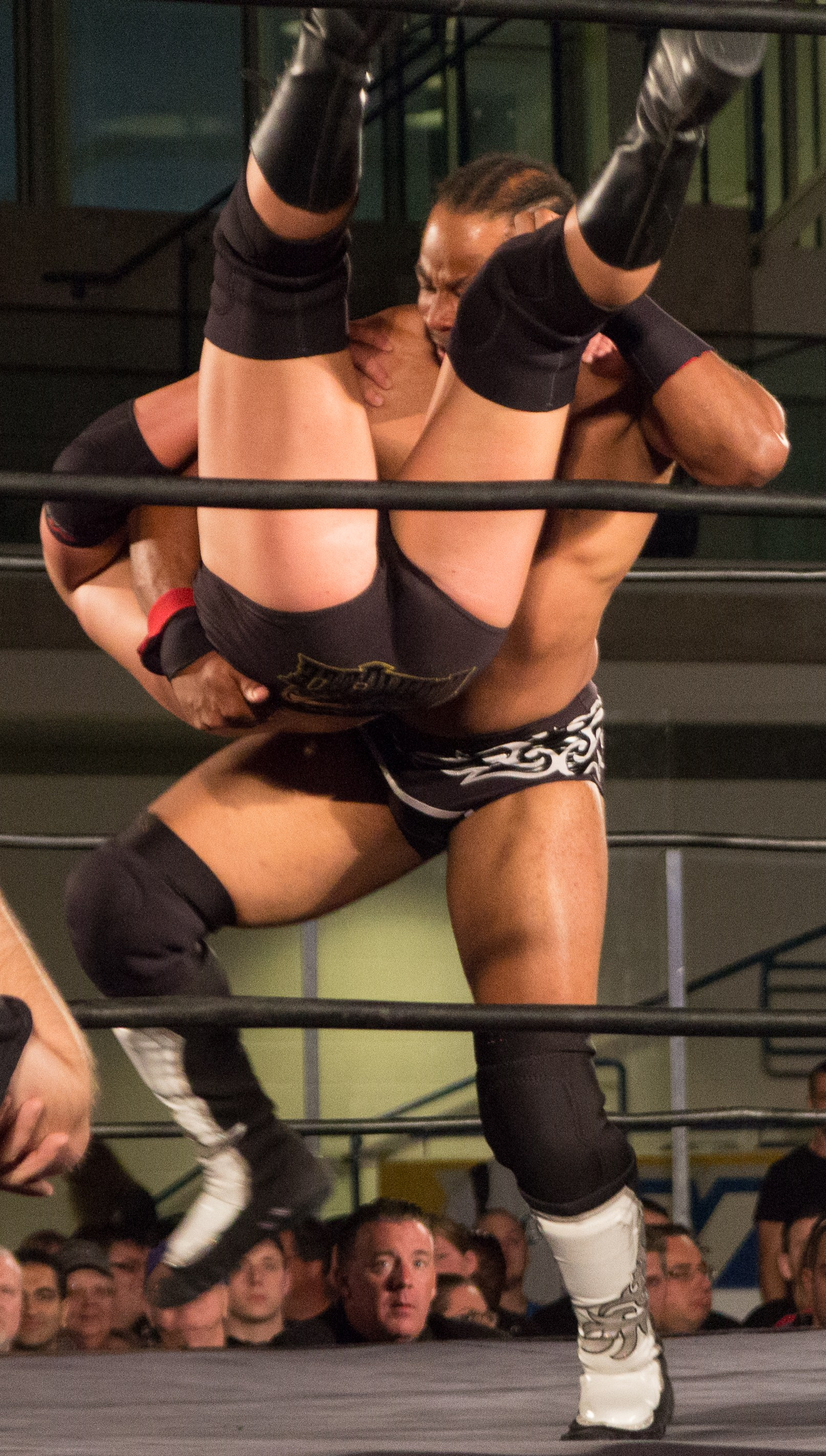
Jay Lethal realizando un backbreaker estándar.

Un backbreaker es un movimiento de lucha libre profesional en el que el usuario levanta al contrincante y lo hace caer de modo que la espalda del rival impacte contra la rodilla o el hombro del atacante. La versión más habtualmente llamada backbreaker a secas suele ser el pendulum backbreaker. En español se la conoce como "Quebradora"

## Variaciones

### Argentine backbreaker rack

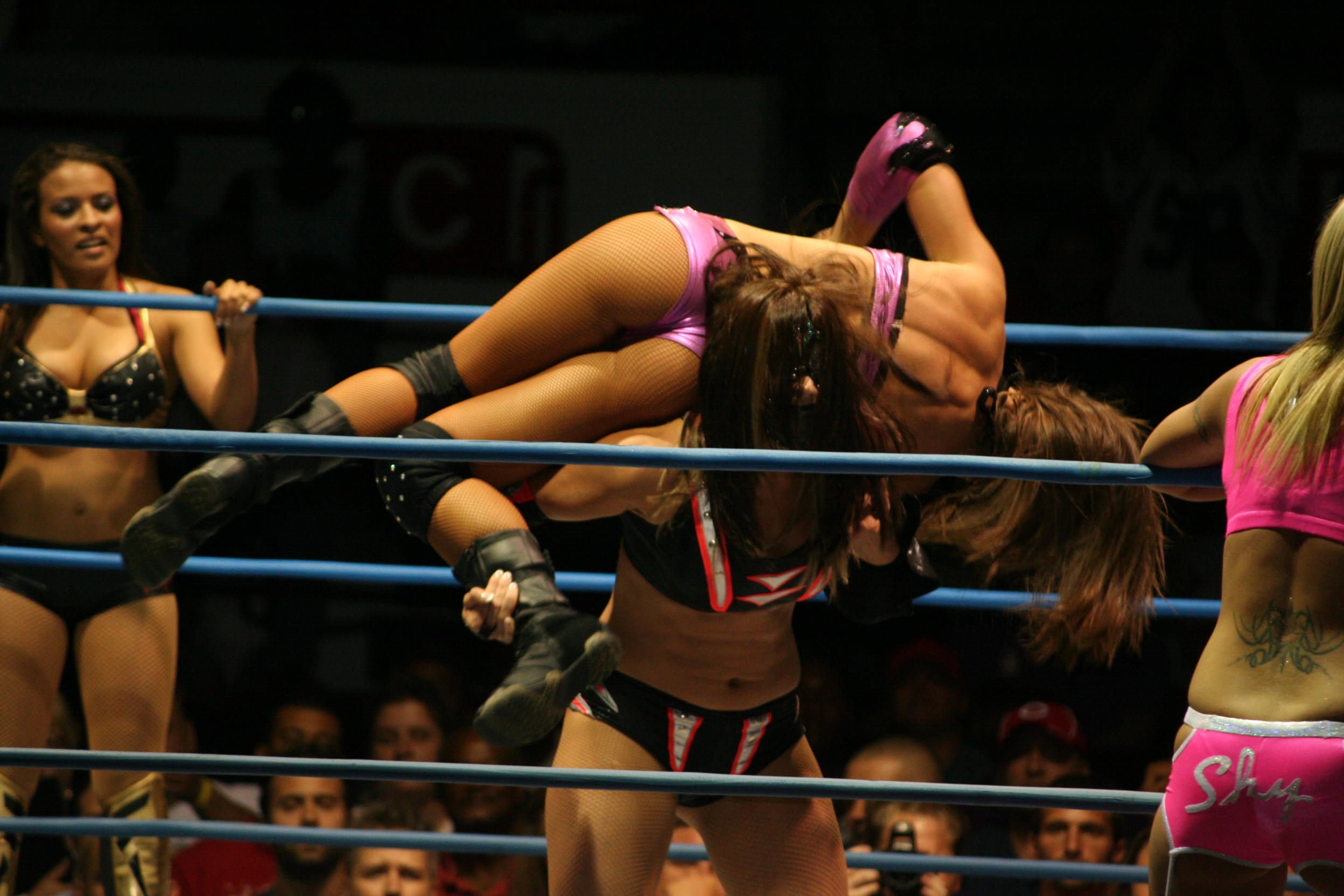
Sarita realizando un Argentine backbreaker rack en Brooke Tessmacher.

Conocida como la Quebradora argentina, Atlántida o torture rack o simplemente como backbreaker rack, consiste en que el luchador atacante coloca boca arriba al oponente sobre sus hombros cogiendo la cabeza con una mano y una pierna con la otra, y tira de ambas para hacer arquearse el cuerpo del rival y causar gran dolor en la espalda.
Esta técnica fue innovada por Antonino Rocca.

### Overhead gutwrench backbreaker rack
Más conocida como canadian backbreaker o canadian torture rack, esta técnica consiste en que el luchador atacante hace agacharse al rival delante de él. Entonces mete su cabeza entre las piernas, rodea su torso con los brazos y lo levanta usando esta presa hasta apoyarlo sobre un hombro boca arriba con la cabeza apuntando hacia la dirección hacia la que mira el usuario. Entonces este agarra el abdomen del oponente con sus brazos y tira de él hacia abajo para que clavar su hombro en su espalda, produciendo gran dolor en su espina dorsal normalmente haciendo rendir al rival.

### Gory special
El usuario hace agacharse al rival ante él, agarra su abdomen con los brazos y lo levanta, volteándolo hasta situarlo espalda contra espalda con el luchador, el cual pasa sus brazos bajo las axilas del oponente para mantenerlo sujeto. En esa posición, el usuario puede inclinarse hacia delante para arquear la espalda del rival y causar dolor en ella, o girar los brazos del oponente para afectar las articulaciones de los hombros. Esta técnica fue innovada por Gory Guerrero.

### Backbreaker drop
Esta técnica es una variación de la backbreaker rack, y generalmente es realizada después de ella. Consiste en que tras situar al oponente sobre el hombro o la parte con la que se aplica la sumisión el atacante se deja caer de rodillas o más comúnmente sentado para que el impacto se transmita por su cuerpo y la espina dorsal del rival sea golpeada.
Prácticamente todos los backbreakers pueden aplicarse de esta forma, aunque existen variaciones especiales.

### Belly to back suplex backbreaker
El usuario, detrás y al lado del oponente, mete la cabeza bajo su axila y toma el brazo más cercano para levantar al oponente en un belly to back suplex, y seguidamente deja caer al oponente sobre la rodilla.

### Catapult backbreaker
esta técnica empieza como una catapult normal. El luchador, hallándose de pie frente a un oponente caído boca arriba, agarra sus piernas y le mete bajo los brazos de usuario para asegurarlos; entonces se deja caer hacia atrás para que el efecto balancín haga subir al oponente hasta ponerlo vertical y siguiendo la trayectoria el atacante, en vez de soltarlo para que impacte contra el esquinero o las cuerdas, continúa cogiendo sus piernas para actuar de tope y que el oponente vuelva a caer hacia atrás, es decir, sobre las rodillas del luchador. Esta técnica se puede transicionar con diversas sumisiones, comocloverleaf, Boston crab u otras. 

### Chokeslam backbreaker
Esta técnica, conocida como chokebreaker o one handed chokelift dropped into a backbreaker, es una transición del backbreaker con el chokeslam. El usuario agarra del cuello a su oponente, que se encuentra delante de él, lo alza de esa forma y apoya una mano en su espalda para tirar de ella y hacer que apunte hacia el suelo; entonces el oponente es dejado caer sobre una rodilla en un backbreaker normal y corriente.

### Cobra clutch backbreaker
En esta técnica el luchador se acerca por atrás a su oponente y lo pone en una cobra clutch, es decir, poniendo uno de sus brazos aplicando una half Nelson y usando el otro para elevar el brazo apresado hasta el rostro del oponente. Luego lo hace arquearse hacia atrás usando la presa y finalmente lo hace caer, descargándolo sobre una rodilla.

### Double knee backbreaker

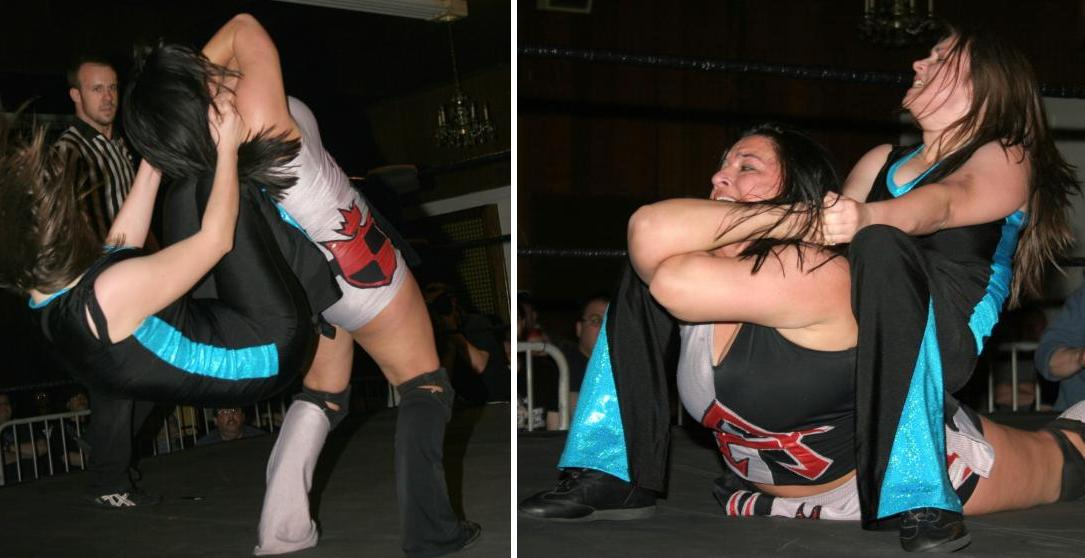
Jetta usando un strangehold double knee backbreaker (izq.) y transicionándolo en un mounted strangehold (derecha).

También conocida como Lungblower o Backstabber, esta técnica consiste en que el usuario, hallándose detrás del oponente, pone las manos en su cabeza como en una rear chin lock o en ambos hombros, y salta uniendo las piernas flexionadas para ubicar las rodillas en la espalda del oponente; entonces ambos luchadores caen hacia atrás, sufriendo el impacto de la caída el rival a través de las rodillas del usuario.

### Double underhook backbreaker
Consiste en que el luchador hace inclinarse al oponente con su cabeza entre las piernas del usuario, engancha sus brazos, lo levanta y lo rota frontalmente como en la double underhook powerbomb, pero colocando una rodilla debajo para que la espalda del oponente choque contra ella.
En la variación backbreaker rack o backbreaker drop de esta técnica el levantamiento es continuado hasta alzar al oponente sobre un hombro, en vez de sobre la rodilla.

### Fireman's carry backbreaker
Es un movimiento en el cual se pone al rival encima de su espalda y lo gira poniendo la rodilla para que impacte la espalda del oponente. Este movimiento es utilizado por AJ Styles en WWE.

### Half Nelson backbreaker
El usuario mete al rival en una half Nelson y lo levanta, haciéndolo girar en el aire y acabando haciéndolo aterrizar contra una rodilla.

### Inverted facelock backbreaker
El usuario se para detrás de su oponente, lo dobla hacia atrás y le aplica un inverted facelock. El luchador cae entonces en una sola rodilla con la rodilla extendida impactando contra la parte superior de la espalda del oponente.

### Inverted headlock backbreaker

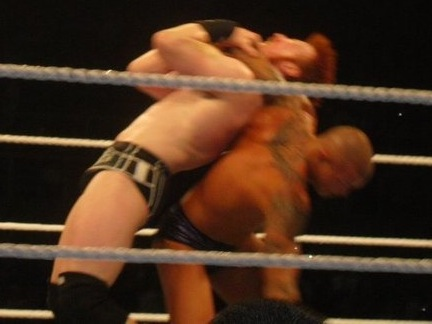
Randy Orton realizando un inverted headlock backbreaker a Sheamus en un house show.

El usuario se halla espalda contra espalda junto al oponente y rodea su cuello con un brazo; entonces se deja caer de rodillas para arquear la espalda del otro súbitamente y causarle dolor en ella antes de que caiga al suelo por encima de la espalda del usuario.

### Mat backbreaker
El usuario, que se encuentra detrás del oponente, toma su cabeza y tira de ella hacia atrás para un mat slam, pero entonces alza las rodillas para que la espalda del oponente se encuentre con ellas en su caída. Si el usuario tira del pelo al rival para hacerlo caer, entonces la técnica es llamada hair pull backbreaker. Muchas versiones de este movimiento pueden ser realizadas.

#### Tilt-a-whirl backbreaker
El usuario, situado frente al oponente, mete un brazo entre sus piernas y otro sobre un hombro y, levantándolo, lo hace rotar frontalmente hasta darle la vuelta y dejarlo caer sobre la rodilla. Esta técnica es muy popular en México, donde es conocida como quebradora.

### Pendulum backbreaker
También llamado kneeling backbreaker, scoop backbreaker o simplemente backbreaker, esta técnica es el backbreaker clásico y original. Consiste en que el luchador, situado detrás del oponente, mete un brazo entre sus piernas y otro sobre un hombro para llegar al pecho con ambos, lo levanta hasta ponerlo en posición perpendicular al cuerpo y lo deja caer sobre una rodilla convenintemente levantada. 
Esta técnica es a veces realizada girando mientras carga al oponente.

### Powerbomb backbreaker
Llamada popularmente powerbreaker o power-breaker, en esta técnica el luchador hace agacharse delante de él al oponente para agarrar su abodmen con los brazos y levantarlo hasta sentarlo sobre sus hombros, como en una powerbomb. Tras ello, el luchador deja caer al rival sobre una o ambas rodillas.

### Side slam backbreaker
El usuario rodea con un brazo el pecho de un oponente mirando hacia él y un poco al lado; entonces lo levanta en el aire y lo deja caer ejecutando un side slam pero destinándolo no al suelo, sino sobre una rodilla, actuando como un backbreaker.

#### Swinging side slam backbreaker
En esta técnica se realiza un swinging side slam, es decir, se introduce un brazo entre las piernas del rival y el otro sobre un hombro para alcanzar con ambos la espalda; continuación lo levanta hasta la posición horizontal respecto al suelo, y comienza a girar en círculo mientras balancea la mitad inferior del cuerpo del oponente hasta situar un brazo rodeando el pecho del oponente, y cae hacia delante golpeando su espalda contra una rodilla alzada.

### Sidewalk slam backbreaker
En esta técnica el luchador, hallándose al lado del oponente y mirando en la misma dirección, rodea la parte frontal de su abdomen con un brazo, agarra una pierna con el otro y lo levanta en perpendicular al usuario, dejándolo caer (como en un sidewalk slam) sobre una rodilla para acabar mom un backbreaker. 

### STO backbreaker
El atacante se halla al lado del oponente mirando en dirección contraria, pone uno de sus brazos alrededor de su pecho cogiendo el hombro y usa una de sus piernas para meterla entre las del otro para desestabilizarlo y hacerlo caer hacia delante en un STO normal, pero el usuario coloca la rodilla debajo de la espalda del otro mientras cae.

### Sunset flip backbreaker
El luchador hace agacharse ante él al oponente y salta sobre su espalda para montarse de rodillas sobre ella, mientras agarra el abdomen del rival con los brazos; entonces, el usuario da una voltereta hacia delante sin soltar el torso del otro para aterrizar de espaldas con el oponente ubicado encima de las rodillas.